# 뤼시앵 보나파르트

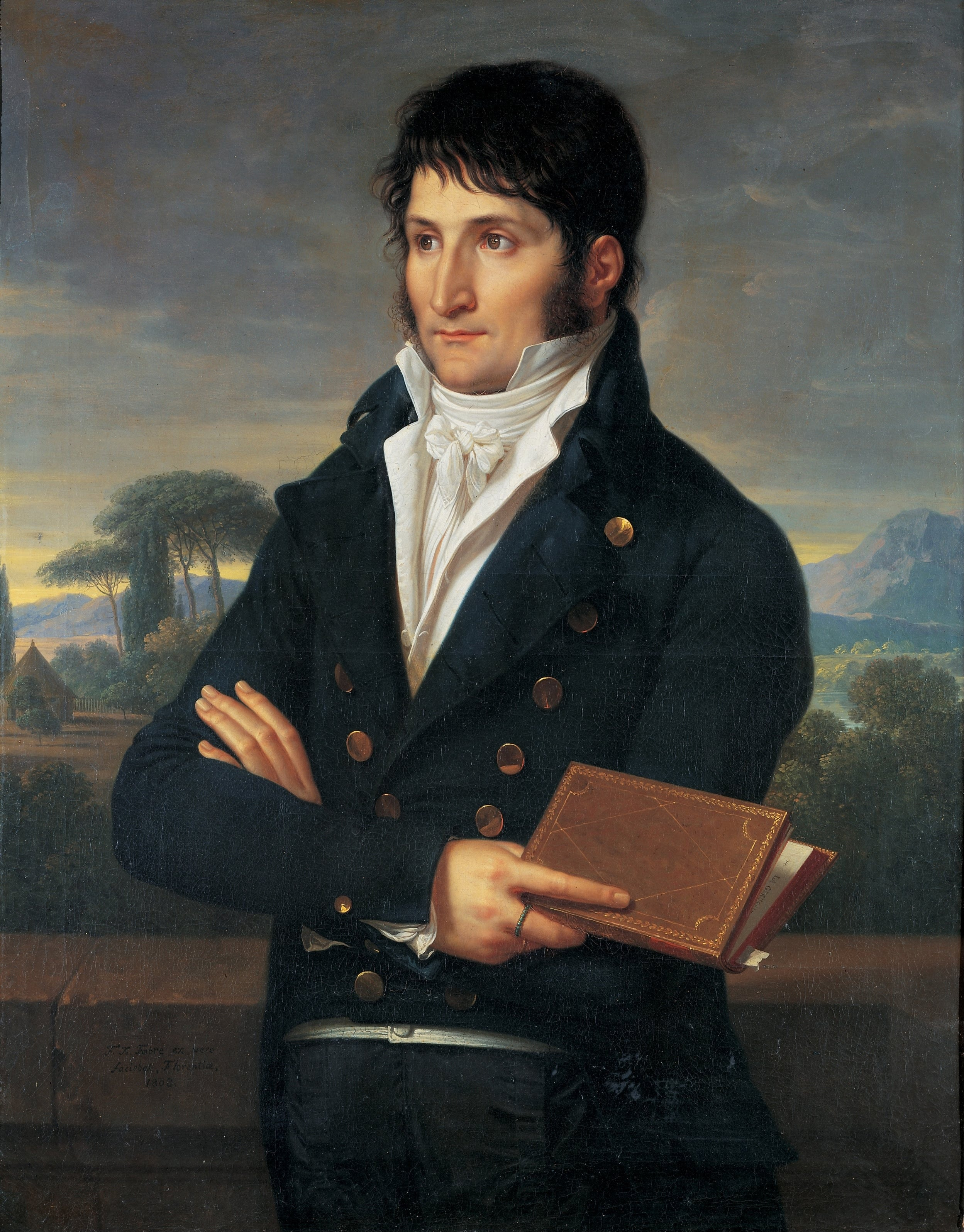
프랑수아자비에 파브르가 그린 뤼시앵 보나파르트의 초상화, 1808년

뤼시앵 보나파르트(프랑스어: Lucien Bonaparte, 1775년 5월 21일~1840년 6월 29일)는 보나파르트가의 한 혈족이자, 프랑스의 정치인이다. 그는 코르시카에 있는 아작시오에서 아버지 카를로 보나파르트(Carlo Buonaparte)와 어머니인 레티치아 라모니노밑에서 3남으로 태어났으며,형으로는 조제프 보나파르트와, 나폴레옹 보나파르트2명이 있었으며,동생으로는 루이 보나파르트(Louis Bonaparte)와, 제롬 보나파르트(Jérôme Bonaparte)가 있고, 여자형제로는, 엘리자, 폴린, 카를론등 3명이 있었다.
16살의 나이로 프랑스의 정치인이 되었으며, 혁명 정부에 대한 나폴레옹의 반란을 도왔다. 반란에 성공하여 프랑스 총재 중 한 사람이 되었다. 그리고 1831년에는 이탈리아의 황제가 되었으나 쫓겨나고 결국 1840년 결핵으로 사망하였다.

## 참고 문헌
- 이 문서에는 다음커뮤니케이션(현 카카오)에서 GFDL 또는 CC-SA 라이선스로 배포한 글로벌 세계대백과사전의 내용을 기초로 작성된 글이 포함되어 있습니다.